# GothBoiClique
GothBoiClique — американский эмо-рэп коллектив из Лос-Анджелеса, штат Калифорния. Он был создан в 2012 году Wicca Phase Springs Eternal, Cold Hart и Horse Head. Название группы происходит от бита, который Cold Hart отправил Wicca Phase Springs Eternal. В 2016 году группа выпустила микстейп Yeah It’s True. В 2019 году GothBoiClique выпустили сингл «Tiramisu».

## История
GBC была основана в 2012 году посредством Wicca Phase Springs Eternal (WPSE) с целью собрать группу через Tumblr с намерением сформировать коллектив музыкантов, которые могли бы взаимно сотрудничать и создавать друг для друга, устанавливая связи между эмо, трэп, дарквейв, блэк-метал и инди-рок-сцены. Состав основателей состоял из Wicca Phase, Cold Hart и Horse Head, взяв свое название от песни под названием "Gothboiclique", которую продюсировал Cold Hart, и когда WPSE прочитал название, он в шутку написал в твиттере "RT, если ты goth boi clique". Члены группы продолжали работать в основном независимо в течение следующих двух лет, несмотря на то, что продолжали набирать новых артистов. В 2014 году участники встретились друг с другом лично, и вскоре после этого GBC стали подгруппой недавно основанного хип-хоп коллектива Thraxxhouse, базирующегося в Сиэтле ответвления Raider Klan. Это привело к тому, что Lil Tracy (тогда известный как Юнг Брух) присоединился к Thraxxhouse позже в 2014 году и быстро стал поклонником GBC. В интервью Pitchfork в 2018 году он заявил, что у него была подержанная рубашка GBC, которую он носил "каждый день, в постель, утром, везде" и что он "смотрел на фазу викки почти как на уровень стэна". Вскоре он попросил Хорсхеда спросить WPSE, может ли он присоединиться, и тот разрешил, сказав: "Ну, он и так носит рубашку!".
В 2015 году Thraxxhouse распались, однако GBC продолжали работать независимо. 25 сентября 2016 года Лил Пип объявил, что официально присоединился к группе вскоре после выхода своего микстейпа Hellboy. Группа выпустила свой дебютный коллективный микстейп "Yeah it's True" 25 июня 2016 года. 15 ноября 2017 года Лил Пип был найден мертвым в своем гастрольном автобусе, когда его менеджер зашел проведать его во время подготовки к выступлению в Тусоне, штат Аризона. место проведения. В 2018 году филиалы WPSE и GBC Лил Зубин, Джон Симмонс, Недарб, Fantasy Camp и Foxwedding сформировали Misery Club, подгруппу GBC. В июне 2019 года GBC выступили хэдлайнерами аншлагового европейского тура. 28 июня 2019 года они выпустили сингл Tiramisu, прежде чем отправиться в турне по Северной Америке. В 2020 году Horse Head покинули Gothboiclique. Осенью 2022 года Horse Head вернулся в группу.

## Состав

### Нынешние участники
- Cold Hart[3] — вокал, продакшн
- Doves[3] — вокал, продакшн
- Fish Narc[3] — продакшн, инструментал, вокал
- JPDreamthug[3] — вокал, продакшн[13]
- Lil Tracy[3] — вокал, иногда продакшн
- Mackned[3] — вокал, продакшн
- Wicca Phase Springs Eternal[англ.][3] — вокал, продакшн
- Yawns[3] — инструментал, продакшн
- Horse Head — вокал, продакшн, инструментал

### Бывшие участники
- Lil Peep — вокал (2016-2017; умер в 2017)

## Дискография

### Микстейпы
- Yeah It’s True (2016)[1]

### Синглы
- «Tiramisu» (2019)[1]